# Badger (Iowa)
Badger – miasto w Stanach Zjednoczonych, w stanie Iowa, w hrabstwie Webster.

## Demografia
W 2000 liczyło 610 mieszkańców. W 2023 liczba mieszkańców spadła do 532 osób, a gęstość zaludnienia poniżej 183 osób/km².